# Nizina Zachodniosyberyjska

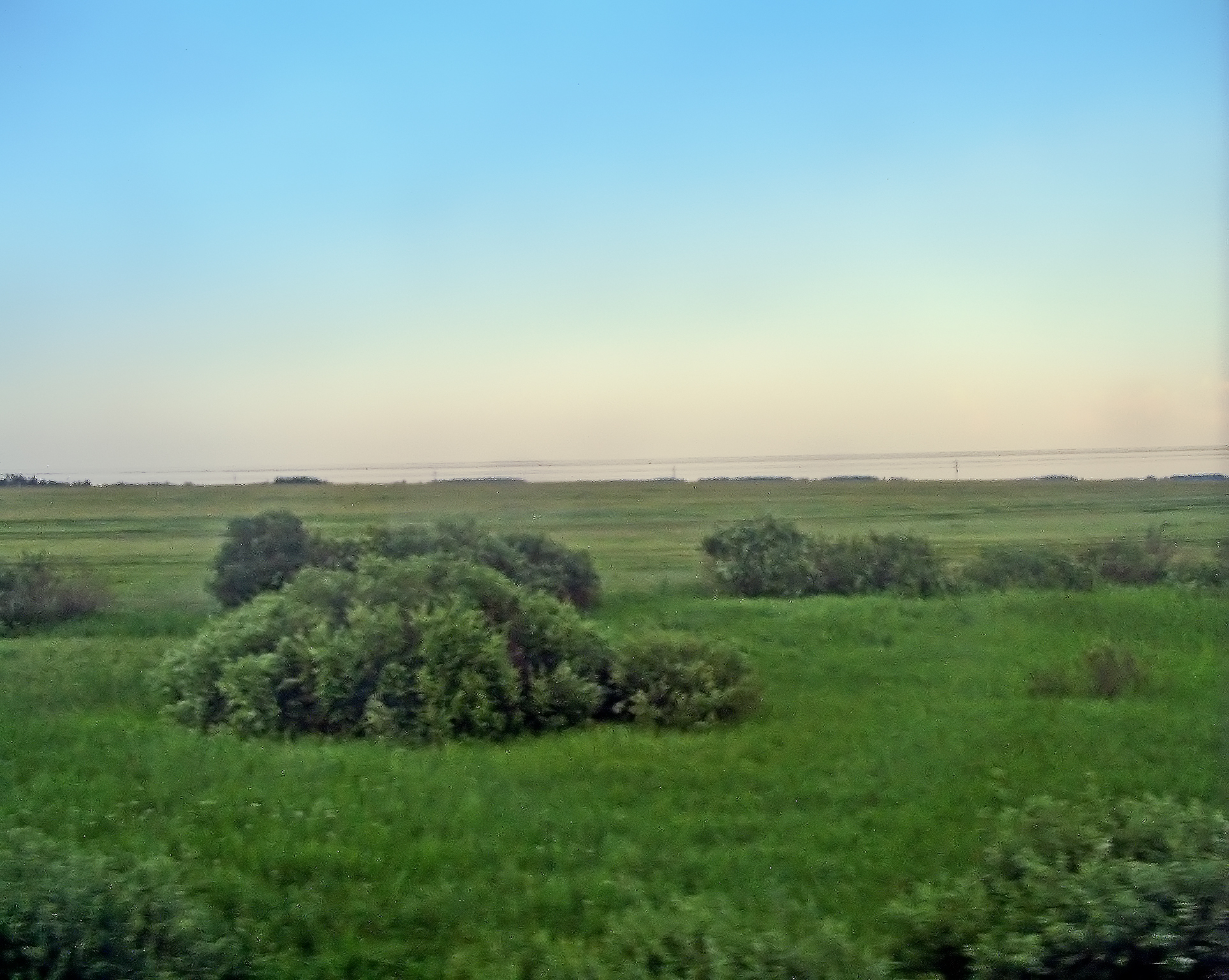
Pejzaż Niziny Zachodniosyberyjskiej

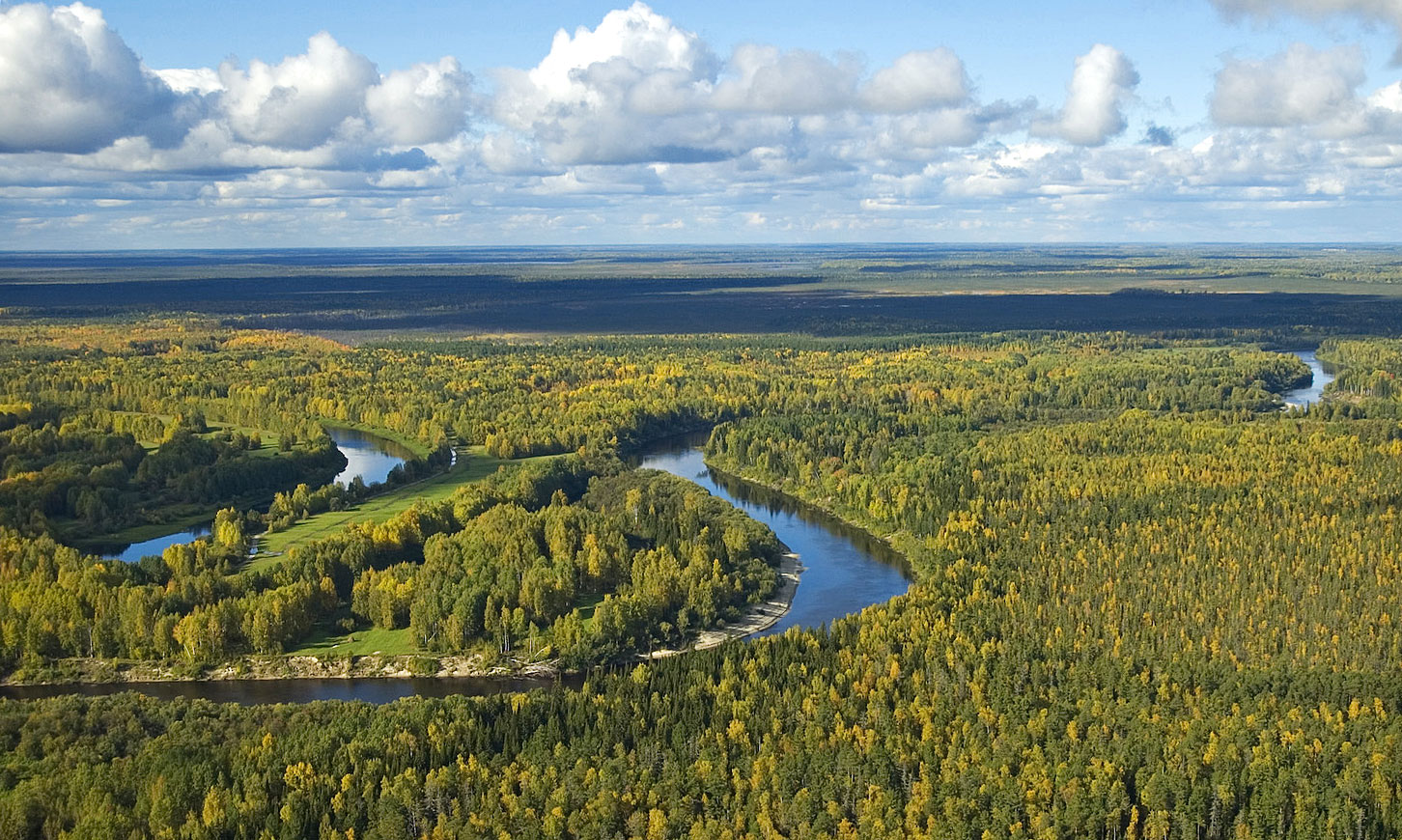
Rzeka Wasiugan w górnym biegu

Nizina Zachodniosyberyjska (ros. Западно-Сибирская равнина, Zapadno-Sibirskaja rawnina) – rozległa nizina (niż) w azjatyckiej części Rosji, między Uralem na zachodzie a Wyżyną Środkowosyberyjską na wschodzie (granicą jest rzeka Jenisej) oraz od Morza Karskiego na północy do Pogórza Kazachskiego, Wyżyny Turgajskiej i Ałtaju na południu. 
Rozciągłość równoleżnikowa wynosi do 2000 km, rozciągłość południkowa ok. 2500.
Ma powierzchnię około 3 mln km², wysokość do 285 m n.p.m.
Nizina Zachodniosyberyjska stanowi opadającą ku północy równinę zbudowaną z silnie sfałdowanych skał paleozoicznych przykrytych miąższym kompleksem luźnych osadów mezozoiku i kenozoiku. Na północy czwartorzędowe utwory polodowcowe tworzą niewysokie wzgórza morenowe. Obszar odznacza się bardzo małymi różnicami wzniesień.
Klimat jest umiarkowany chłodny, wybitnie kontynentalny, na północy subpolarny. Roczna suma opadów jest w granicach 200–500 mm.
Gęsta sieć hydrograficzna (ponad 2 tys. rzek), największymi rzekami są: Ob, Irtysz, Jenisej, a także Taz, Iszym, Toboł. Występują rozległe bagna (na Równinie Wasiugańskiej) i liczne jeziora, między innymi Czany, Ubińskie, Kułundyńskie.
W części północnej dominuje roślinność tundrowa, ku południowi przechodząca w lasotundrę, środkową część niziny porasta tajga, głównie świerki, sosny, limby syberyjskie, jodły i modrzewie, natomiast w południowej występują lasostepy i stepy.
Na Nizinie Zachodniosyberyjskiej znajdują się bogate złoża ropy naftowej i gazu ziemnego. Powstało na niej największe na świecie zagłębie naftowe – Zachodniosyberyjskie Zagłębie Naftowe. Są również duże pokłady torfu i soli kamiennej. 
W czasie zlodowacenia północnopolskiego na Nizinie Zachodniosyberyjskiej rozciągało się peryglacjalne Jezioro Zachodniosyberyjskie.